# Amir Abrashi
Amir Abrashi [amir abraši] (* 27. března 1990, Bischofszell, Švýcarsko) je švýcarsko-albánský fotbalový záložník, od roku 2021 hráč klubu Grasshoppers Zürich.
V mládežnických kategoriích reprezentoval Švýcarsko, na seniorské úrovni reprezentuje Albánii.

## Klubová kariéra
- FC Bischofszell (mládež)
- FC Weinfelden-Bürglen (mládež)
- FC Winterthur (mládež)
- FC Winterthur 2007–2011
- →  Grasshopper Club Zürich (hostování) 2010–2011
- Grasshopper Club Zürich 2011–2015
- SC Freiburg 2015–2021
- SC Freiburg II 2019
- FC Basilej 2021 (hostování)
- Grasshoppers Zürich 2021–

## Reprezentační kariéra

### Švýcarsko
Amir Abrashi nastupoval za švýcarské mládežnické reprezentace včetně týmu U21.

### Albánie
V A-mužstvu Albánie debutoval 14. 8. 2013 v přátelském utkání v Tiraně proti reprezentaci Arménie (výhra 2:0).

Italský trenér albánského národního týmu Gianni De Biasi jej vzal na EURO 2016 ve Francii. Na evropský šampionát se Albánie kvalifikovala poprvé v historii.